# 马朗日-锡尔旺日
马朗日-锡尔旺日（法語：Marange-Silvange，法語發音：[maʁɑ̃ʒ silvɑ̃ʒ]；洛林法兰克语：Märéngen-Silwéngen）是法国摩泽尔省的一个市镇，属于梅斯区。该市镇于1809年由原市镇马朗日（Marange）和锡尔旺日（Silvange）合并而成。

## 地理
马朗日-锡尔旺日（49°12'39"N, 6°6'14"E）面积15.24 平方千米，位于法国大東部大區摩泽尔省，该省份为法国东北部内陆省份，是洛林的一部分，西南接默尔特-摩泽尔省，东临下莱茵省，北与卢森堡和德国接壤。
与马朗日-锡尔旺日接壤的市镇（或旧市镇、城区）包括：阿姆内维尔、布龙沃、费沃、阿贡当日、迈济耶尔莱梅斯、皮埃尔维莱、龙巴、龙库尔、瑟梅库尔。

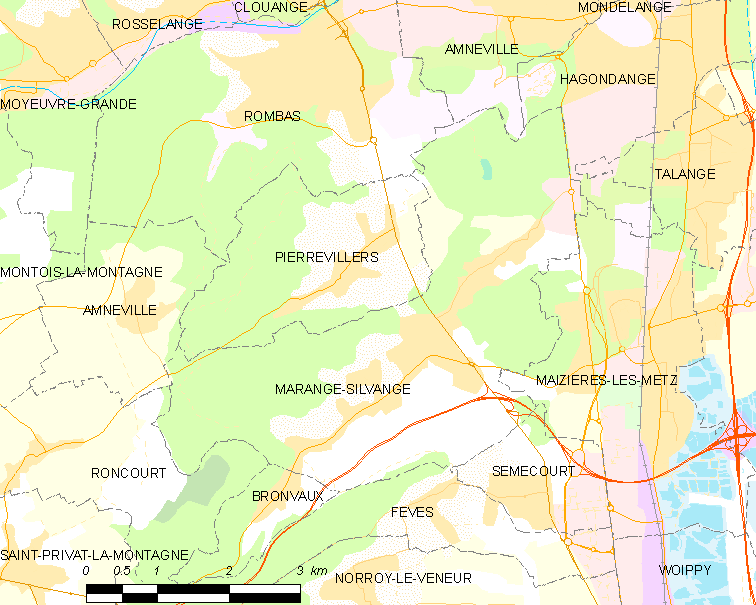
马朗日-锡尔旺日的OSM定位图

马朗日-锡尔旺日的时区为UTC+01:00、UTC+02:00（夏令时）。

## 行政
马朗日-锡尔旺日的邮政编码为57535，INSEE市镇编码为57443。

## 政治
马朗日-锡尔旺日所属的省级选区为龙巴县。

## 人口

1962-2008年间马朗日-锡尔旺日人口变化图示

马朗日-锡尔旺日于2022年1月1日时的人口数量为6517人。